# Grande tache blanche

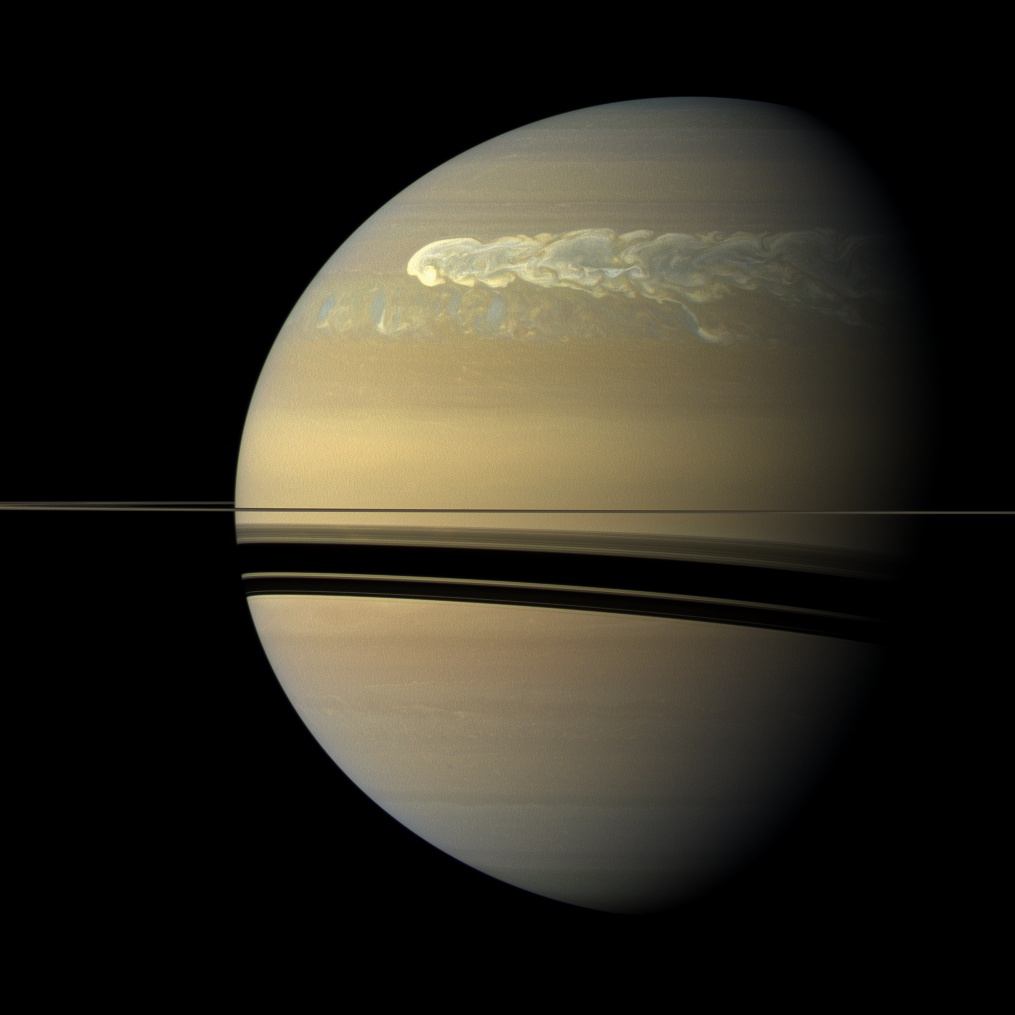
Une grande tache blanche de Saturne.

On appelle grande tache blanche, ou parfois grand ovale blanc, les tempêtes périodiques se produisant sur Saturne qui sont assez grandes pour être visibles au télescope depuis la Terre du fait de leur apparence blanche caractéristique. Le nom de grande tache blanche fait écho à celui de la Grande Tache rouge de Jupiter. Les taches saturniennes peuvent mesurer plusieurs milliers de kilomètres.
La sonde Cassini, en orbite autour de Saturne, a été en mesure de suivre la tempête de 2010-2011. Cet événement a aussi été nommé la perturbation électrostatique du nord, en raison de sa survenue dans l'hémisphère boréal de la planète et d'une augmentation des interférences radio et de plasma, ou encore la grande tempête de printemps, étant donné qu'elle s'est produite pendant le printemps boréal de Saturne.
Les données de Cassini ont révélé une perte d'acétylène dans les nuages blancs, une augmentation de phosphine, et une chute inhabituelle de température au centre de la tempête. Après que les caractéristiques visibles de la tempête se sont estompées, en 2012, un « rot » de chaleur et d'éthylène a été émis à partir de deux points chauds qui ont fusionné,.

## Occurrences
Le phénomène semble à peu près périodique, se produisant environ toutes les 28,5 années lorsque l'hémisphère boréal de Saturne est le plus incliné vers le Soleil. La liste suivante consigne les observations enregistrées :
- 1876 – Observée par Asaph Hall. Il a utilisé les taches blanches afin de déterminer la période de rotation de la planète.
- 1903 – Observée par Edward Barnard.
- 1933 – Observée par Will Hay, acteur comique et astronome amateur. Jusqu'à une époque récente, il s'agissait de l'observation la plus célèbre.
- 1960 – Observée par J. H. Botham (Afrique du Sud).
- 1990 – Observée par Stuart Wilber, du 24 septembre jusqu'au mois de novembre.
- 1994 – Étudié par des observateurs sur Terre et le télescope spatial Hubble[5].
- 2006 – Observée par Erick Bondoux et Jean-Luc Dauvergne.
- 2010 – observée en premier par Anthony Wesley[6], puis photographiée par la sonde spatiale Cassini en 2010-2011[1].

Le fait qu'aucune tempête n'a été répertoriée avant 1876 demeure un mystère qui s'apparente à certains égards à la longue absence d'observations de la Grande Tache rouge au XVIIIe siècle et au début du XIXe siècle. La grande tache blanche de 1876 fut majeure, étant visible dans des ouvertures aussi petites que 60 millimètres. On ne sait pas si les observations antérieures étaient tout simplement mauvaises ou si la tempête de 1876 fut une vraie première dans l'ère télescopique. Certains pensent qu'aucun de ces deux scénarios n'est le bon.
En 1992, Mark Kidger décrit trois caractéristiques importantes des grandes taches blanches :
1. Les grandes taches blanches alternent en latitude, une apparition sur deux étant limitée à la zone tempérée nord (ZTN) ou plus au nord et la suivante étant limitée à la zone équatoriale (ZE). Par exemple, la grande tache blanche de 1960 était située à haute latitude alors que celle de 1990 était équatoriale.
2. Les grandes taches blanches de haute latitude se reproduisent à intervalles un peu plus courts que celles de la zone équatoriale (environ 27 ans pour les premières contre environ 30 pour les secondes).
3. Les grandes taches blanches de haute latitude ont tendance à être beaucoup moins importantes que leurs homologues équatoriales.

Sur la base de ces régularités apparentes, Kidder prévit en 1992 (à tort, compte tenu de la tempête de 2010-11) que la prochaine grande tache blanche se produirait dans la zone tempérée boréale en 2016 et qu'elle serait sans doute moins spectaculaire que la grande tache de 1990.

## Caractéristiques et causes
Une grande tache blanche "classique" est un événement spectaculaire lors duquel une tempête blanche brillante anime l'atmosphère généralement monotone de Saturne. Toutes les grandes taches les plus importantes se sont produites dans l'hémisphère nord de la planète. Elles commencent généralement sous forme de « taches » (au sens littéral du terme) discrètes, puis s'étalent rapidement en longitude, comme celles de 1933 et de 1990 ; cette dernière s'est même suffisamment allongée pour finir par entourer complètement la planète.
Bien que la modélisation informatique du début des années 1990 avait suggéré que ces remontées atmosphériques massives étaient causées par une instabilité thermique, deux planétologues du Caltech ont proposé en 2015 un mécanisme plus détaillé. Selon la théorie, lorsque la haute atmosphère de Saturne subit un refroidissement saisonnier, elle devient tout d'abord moins dense puisque l'eau plus lourde tombe sous forme de pluie, passe par une densité minimale, puis devient de plus en plus dense au fur et à mesure que le reste de l'hydrogène et de l'hélium continue à refroidir. Les gaz de faible densité de la couche supérieure ont tendance à supprimer la convection, mais les couches supérieures de plus haute densité sont instables et provoquent un orage lorsqu'elles pénètrent dans les couches inférieures. Selon la théorie, les orages surviennent considérablement plus tard que le solstice d'hiver en raison de la durée importante nécessaire au refroidissement de l'atmosphère. L'équipe propose qu'on n'observe pas de tempêtes analogues sur Jupiter en raison de la moindre quantité de vapeur d'eau présente dans la partie supérieure de l'atmosphère de cette planète.
Les anneaux de Saturne bloquent la vue de l'hémisphère boréal de la planète depuis la Terre durant le solstice d'hiver de la géante, de sorte qu'aucunes données historiques sur la Grande Tache blanche ne sont disponibles au cours de cette saison, mais la sonde spatiale Cassini a pu observer l'ensemble de la planète depuis qu'elle est arrivée peu de temps après le solstice d'hiver en 2004.